# IC 4150
IC 4150 — галактика типу * (зірка) у сузір'ї Волосся Вероніки.
Цей об'єкт міститься в оригінальній редакції індексного каталогу.